# Áramütés (film)
Az Áramütés színes magyar filmdráma, melyet 1977-ben forgattak és 1979-ben mutattak be. Forgatókönyvírója és rendezője Bacsó Péter, aki ebben a filmben dolgozott először Andor Tamás operatőrrel. Munkakapcsolatuk innentől kezdve folyamatos volt.

## Készítették
- Rendező: Bacsó Péter
- Forgatókönyvíró: Bacsó Péter
- Dramaturg: Újhelyi János
- Konzultáns: Marx József
- Díszlettervező: Romvári József
- Operatőr: Andor Tamás
- Vágó: Kármentő Éva
- Zene: Vukán György
- A rendező munkatársa: Luttor Mara
- Gyártásvezető: Onódi György
- Színes technika: Fülöp Géza

Közreműködik a Color együttes.
Bartók Béla: Bújdosó és Kodály Zoltán: Norvég leányok című műveit a Debreceni Kodály Kórus adja elő, karnagy: Gulyás György.
Vivaldi Versenyművének részletét Czifra László és a Liszt Ferenc Kamarazenekar adja elő, vezényel Sándor Frigyes.
A filmben elhangzik: 
- Presser Gábor – Adamis Anna: Ezüst nyár (Locomotiv GT együttes)
- Tolcsvay László – Bródy János: Nincs értelme (Fonográf együttes)

## Szereplők
- Virág – Görbe Nóra
- Vince – Andorai Péter
- Kopácsiné, Virág, Vince és Béla anyja – Psota Irén
- Nagymama – Patkós Irma
- Rozi – Koszta Gabriella
- Béla – Sólyom Kálmán
- Mitta Virjönnen – Matti Virtanen
- Kopácsi – Kölgyesi György
- Burger Sanyi, egyetemista – Gálffi László
- szőke lány, Virág évfolyamtársa az egyetemi bálon – Ferencz Éva
- állatgondozó tanonc a pulykatelepen – Bíró Zoltán
- Szórád doktor, a kórházban – Holl István
- Irén, nővér a kórházban – Lázár Kati
- beteg, a kórházban – Kőmíves Sándor
- rendésznő, a porcelángyárban – Temessy Hédi
- igazgató – Liska Tibor
- Zsarkó, garázsmester – Gáti Oszkár
- varrónő – Győri Ilona
- tanár – Horváth Jenő
- Hegedűs Erzsi
- Várkonyi Szilvia
- fiú a vasúti restiben – Csák György
- fiú a vasúti restiben – Lakatos József

## A film cselekménye
A film főszereplői Virág és Vince, akik testvérek. Vince egy termelőszövetkezet pulykatelepének vezetője. Falun élnek, apjuk halála óta a nagyszüleikkel. Anyjuk nem él velük, Vince a családfenntartó. Virág főiskolás diáklány, aki a főiskolai kórussal Finnországba, Helsinkibe utazik vendégszerepelésre. Ott, a város különböző pontjain három alkalommal is találkozik egy finn fiúval, akivel – miután nem beszélik egymás nyelvét – szavak nélkül alakul ki köztük kapcsolat.
Visszatérve Magyarországra, Virág otthagyja az egyetemet, visszamegy falura, a nagyszüleihez. Levelei felbontatlanul visszajönnek Finnországból, és bevallja bátyjának, hogy terhes. Vince, Virág bátyja, azt tanácsolja a lánynak, hogy vetesse el a gyereket. Virág csak arra gondol, hogy ne szóljon bele senki az életébe. Vince kérdésére, hogy „Hová mész?”, azt feleli „Világgá!”.
Innen felváltva követjük életét bátyjáéval. Virág, egy vasúti restiben eltáncolja a gyerekét. Idegenekkel – köztük fiatalabb és idősebb férfiakkal, katonákkal – jókedvűen, mindenféle hátsó gondolat nélkül elkezd táncolni, a zenegép ritmusára. Végül egyedül marad a táncban, és a felgyülemlett belső feszültségét a táncon keresztül kiadva összeesik, és mint utóbb megtudjuk, elvetél.
Pesten első munkahelye egy autómosó lesz. Itt keresi meg Vince, és hívja vissza, haza a nagyszülőkhöz, a faluba. Virág elutasítja bátyját és a porcelángyári munkahelyen folytatja önálló életét. Itt egy lopási ügy és a rendésznő megalázó, embertelen bánásmódja miatt nincs maradása. Harmadik munkahelye egy elfekvőkórház, ahol nővérként alkalmazzák.
Vince felkeresi anyját Pesten és Virágot szeretné visszahívni. Az ajtóban egy nyolcéves forma kisfiú fogadja. Mint kiderül, apjuk halála óta az asszony egy új kapcsolatban él, ebből született kisöccsük: Béla. Az anya ekkor már súlyos beteg; Virág elviszi ugyan a Margit-szigetre sétakocsikázni, de neki sem sikerül visszafordítania őt a mély depresszióból az élet felé.
A harmadik munkahelye után Virág munkanélküli lesz és egy razzia során, közveszélyes munkakerülés miatt a rendőrségre kerül. Virág visszakerül a faluba, kisöccsével. Vincétől megtudja, hogy ott járt a finn fiú, kereste Virágot, ám Vince a fiút leitatta és megalázta. A testvérek összeverekednek és áramszünet lesz a faluban. Vince a pulykatelepre siet, de áramütés éri. Virág, szájon át próbálja lélegeztetni, feléleszteni bátyját, és kétségbe esve kérdezgeti a körülöttük állóktól: „Ugye él?” „Ugye él”… „Él!”… 
1977-ben a film forgatásán mondta Bacsó Péter:

„Virág ösztönösebb, kevésbé intellektuális lény, mint előző filmem (a Riasztólővés) főszereplője. Robbanékony lázadó, sokszor torz formában is. A bátyjával való konfliktusban tulajdonképpen két életszemlélet ütközik össze egymással: az életkényelmébe beletespedt fiú biztonsága és a sokfélét próbáló, a körülményekkel szembeszegülő lány szabadságvágya. Egyiküknek sincs teljesen igaza. Hiszen az ember egyszerre szeretne stabilitást is és szabadságot. — Nem szándékom hosszú ideológiai vitákkal megtűzdelni a filmet, inkább magukkal a cselekedetekkel vetni fel a kérdéseket. A régi puritán eszközeim helyett új kifejezési formát keresek. Nagyon cselekményes játék készül, sok helyszínnel, mozgalmas képekkel és új technikával. Új operatőrrel is dolgozom: Andor Tamással. A főbb szerepeket a tehetséges Görbe Nórán kívül Andorai Péter, Psota Irén, Holl István, Temessy Hédi, Gálffi László játssza.”

A filmet 60 helyszínen, például: a Debreceni Egyetem aulájában, a kabai pulykatelepen, Óbudán, az Aquincumi Porcelángyárban, a Rákospalota-Újpest vasútállomás restijében, Finnországban a helsinki piacon és természetesen a Mafilm műtermeiben is forgatták. 